# Маккарти, Дэкс
Майкл Дэкс Макка́рти (англ. Michael Dax McCarty; 30 апреля 1987, Уинтер-Парк, Флорида, США) — американский футболист, полузащитник клуба «Атланта Юнайтед». Выступал за сборную США. Участник Олимпийских игр 2008.

## Клубная карьера

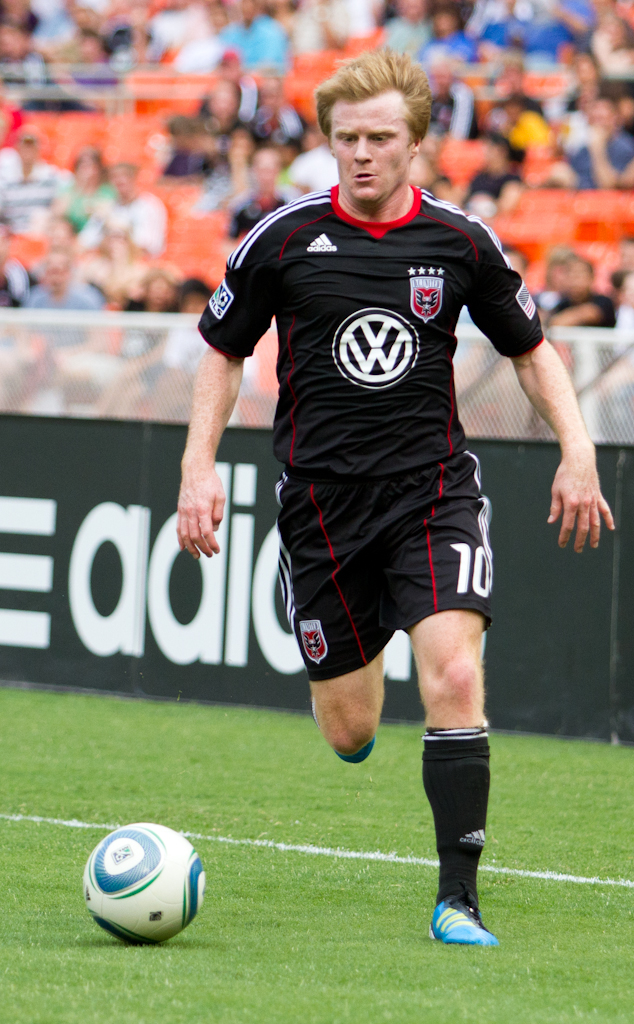
Маккарти в составе «Ди Си Юнайтед» (25 июня 2011)

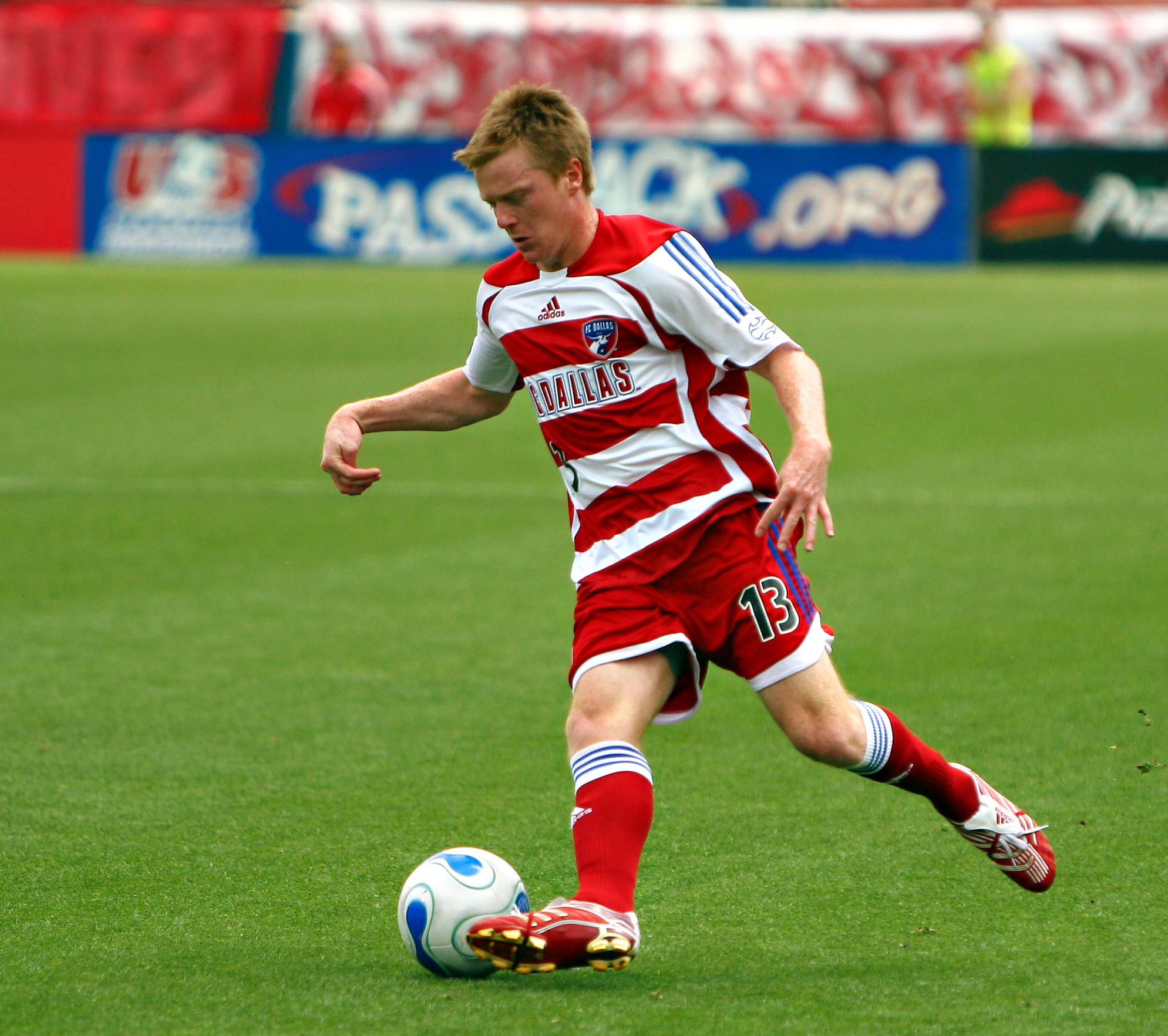
Маккарти в составе «Далласа» (29 апреля 2007)

Маккарти начал заниматься футболом, выступая за команду Университета Северной Каролины в Чапел-Хилле, а также параллельно играя за клуб PDL «Аякс Орландо Проспектс». 11 января 2006 года Маккарти подписал контракт с MLS по программе Generation adidas. На супердрафте MLS 2006 Дэкс был выбран под общим шестым номером клубом «Даллас». Его профессиональный дебют состоялся 1 июля 2006 года в матче против «Чивас США». 24 сентября 2007 года в поединке против «Лос-Анджелес Гэлакси» Маккарти забил свой первый гол в профессиональной карьере. В том же году он помог «Далласу» выйти в финал Кубка Ламара Ханта. В сезоне 2009 Дэкс стал главным плеймейкером команды. В 2010 году он помог Далласу выйти в финал Кубка MLS.
24 ноября 2010 года на драфте расширения MLS Маккарти был выбран клубом «Портленд Тимберс», но в тот же день с доплатой распределительных средств был обменян в «Ди Си Юнайтед» на Родни Уолласа с пиком четвёртого раунда супердрафта 2011. 16 марта 2011 года Маккарти был назначен капитаном «Ди Си Юнайтед». 19 марта в матче стартового тура сезона против «Колумбус Крю» Дэкс дебютировал за вашингтонский клуб.
27 июня 2011 года Маккарти был обменян на Дуэйна Де Розарио в «Нью-Йорк Ред Буллз». 3 июля в матче против «Сан-Хосе Эртквейкс» он дебютировал за ньюйоркцев. 14 апреля 2012 года в поединке против «Сан-Хосе Эртквейкс» Дэкс забил свой первый гол за «Ред Буллз». 27 августа 2014 года в матче против сальвадорского ФАСа он дебютировал в Лиге чемпионов КОНКАКАФ. В начале сезона 2015 года Маккарти был выбран капитаном команды. По итогам сезона 2015 Маккарти был включён в символическую сборную MLS. 8 января 2016 года он продлил контракт с «Нью-Йорк Ред Буллз».
16 января 2017 года Маккарти был продан в «Чикаго Файр» за $400 тыс. общих распределительных средств за два года. В матче стартового тура сезона против «Коламбус Крю» 4 марта он дебютировал за чикагцев. 11 января 2018 года он продлил контракт с «Чикаго Файр» на два года. 10 августа 2019 года в матче против «Монреаль Импакт» он забил свой первый гол за «Файр».
12 ноября 2019 года Маккарти был обменян в клуб-новичок MLS «Нэшвилл» на $100 тыс. распределительных средств и пик второго раунда супердрафта MLS 2021. 29 февраля 2020 года он участвовал в дебютном матче клуба в высшей лиге, соперником в котором была «Атланта Юнайтед». В матче против «Атланты Юнайтед» 12 сентября он забил свой первый гол за «Нэшвилл». По окончании сезона 2023 срок контракта Маккарти с «Нэшвиллом» истёк.
9 января 2024 года Маккарти на правах свободного агента подписал контракт с «Атлантой Юнайтед» до конца сезона 2024 с опцией продления на сезон 2025. За «Атланту Юнайтед» он дебютировал 9 марта в матче против «Нью-Инглэнд Революшн», выйдя на замену в конце второго тайма вместо Бартоша Слиша.

## Международная карьера
В 2007 году в составе молодёжной сборной США Маккарти принял участие в молодёжном чемпионате мира в Канаде. В 2008 году в составе олимпийской сборной США Дэкс принял участие в Олимпийских играх в Пекине, попав в заявку вместо, получившего травму, Нейтана Стёрджиса. На турнире он сыграл в матче против команды Нигерии.
14 ноября 2009 года в товарищеском матче против сборной Словакии Маккарти дебютировал за сборную США, заменив во втором тайме Клинта Демпси.
В январе 2017 года, впервые за шесть лет, Маккарти получил приглашение в национальную сборную, в тренировочный лагерь в преддверии товарищеских матчей со сборными Сербии 29 января и Ямайки 3 февраля.
В 2017 году Маккарти стал обладателем Золотого кубка КОНКАКАФ. На турнире он сыграл в матчах против сборных Панамы, Мартиники, Никарагуа, Коста-Рики и Ямайки.

## Достижения
Командные
 «Нью-Йорк Ред Буллз»
- Победитель регулярного чемпионата MLS: 2013, 2015

 США
- Обладатель Золотого кубка КОНКАКАФ: 2017

Индивидуальные
- Участник Матча всех звёзд MLS: 2015, 2017
- Член символической сборной MLS: 2015